# Firestone Firehawk 600 2001
Firestone Firehawk 600 2001 var den tredje deltävlingen i CART World Series CART 2001. Tävlingen var schemalagd att köras den 29 april på Texas Motor Speedway, men ställdes in på grund av eskalerande G-krafter orsakade av den höga lutningen i de bägge kurvorna i kombination med farterna bilarna nådde runt varvet. Kenny Bräck hade pole position, och fick behålla sin poäng, men i övrigt annullerades tävlingen från schemat. Texas Motor Speedway stämde CART för beslutet, och CART tvingades betala en kompensationsavgift för att slippa riskera att bli fällda för kontraktsbrott.